# 20-та моторизована дивізія (Третій Рейх)
20-та моторизована дивізія (Третій Рейх) (нім. 20. Infanterie-Division (mot) — моторизована дивізія Вермахту за часів Другої світової війни. 23 липня 1943 дивізія була переформована на 20-ту панцергренадерську дивізію.

## Історія
20-та моторизована дивізія була створена 1 жовтня 1937 шляхом переформування та моторизації 20-ї піхотної дивізії.

## Райони бойових дій
- Німеччина (жовтень 1937 — вересень 1938);
- Чехословаччина (Судетська область) (жовтень 1938);
- Німеччина (жовтень 1938 — серпень 1939);
- Польща (вересень 1939);
- Німеччина (вересень 1939 — травень 1940);
- Нідерланди, Бельгія, Франція (травень — грудень 1940);
- Німеччина (грудень 1940 — лютий 1941);
- Франція (лютий — квітень 1941);
- Німеччина (Східна Пруссія) (квітень — червень 1941);
- СРСР (центральний напрямок) (червень — серпень 1941);
- СРСР (північний напрямок) (серпень 1941 — липень 1943).

## Командування

### Командири
- генерал-лейтенант Максиміліан Шванднер (нім. Maximilian Schwandner) (1 жовтня 1937 — 10 листопада 1938);
- генерал від інфантерії Моріц фон Вікторін (нім. Mauritz von Wiktorin) (10 листопада 1938 — 10 листопада 1940);
- генерал від інфантерії Ганс Цорн (нім. Hans Zorn) (10 листопада 1940 — 12 січня 1942);
- генерал-лейтенант Еріх Яшке (нім. Erich Jaschke) (12 січня 1942 — 3 січня 1943);
- генерал-майор Георг Яуер (нім. Georg Jauer) (3 січня — 23 липня 1943).

## Нагороджені дивізії
Нагороджені дивізії
|  | Кавалери Нагрудного знаку ближнього бою в золоті                                                           | 8 |
|  | Кавалери Золотого Німецького Хреста                                                                        | 124 |
|  | Кавалери Срібного Німецького Хреста                                                                        | 3 |
|  | Кавалери Лицарського хреста Залізного хреста з Дубовим листям                                              | 5 (№ 341 майор Ернст-Август Фріке — 30.11.1943 № 520 майор Герман Вульф — 03.07.1944 № 733 генерал-лейтенант Георг Яуер — 10.02.1945 № 796 обер-лейтенант Вальтер Прюсс — 23.03.1945 № 805 майор Генріх Кезе — 28.03.1945) |
|  | Кавалери Лицарського хреста Залізного хреста                                                               | 46 |
|  | Кавалери Почесної відзнаки Сухопутних військ «Почесна застібка на орденську стрічку для Сухопутних військ» | 32 |

- Нагороджені Сертифікатом Пошани Головнокомандувача Сухопутних військ (10)
- Нагороджені Сертифікатом Пошани Головнокомандувача Сухопутних військ за збитий літак противника (1)